# 이상 탐지
이상 탐지(anomaly detection)는 일반적인 값과 다른 특이한 값(outlier)나 드문 사건을 탐지하는 기법이다.
침입, 사기, 결함, 건강 이상, 범죄 등 다양한 것을 탐지할 수 있으므로 사이버 보안, 의학, 통계, 신경 과학, 법 집행, 금융 사기를 포함한 많은 영역에서 응용할 수 있다. 예를 들어 평균이나 표준 편차를 계산하는 등의 통계 분석을 할 때, 이를 돕기 위해 처음에는 데이터에서 명확한 누락이 있는지 이상 항목을 탐지하는 데에 응용되었다.